# Довгий Ліс
Довгий Ліс — колишнє село в Україні. Знаходиться в Народицькому районі Житомирської області неподалік від білоруського кордону.
Перша згадка відноситься до 19 століття.
Навесні 1918 р. у селі залишилась велика кількість зброї від російських більшовицьких військ. Влада надіслала в село для вилучення зброї загін із 8 українських та 5 німецьких (на той час німці виступали в якості союзників України) солдат. Під час сну цей загін був вбитий невідомими.
Знаходилося за 30 км від районного центру північно-східніше, відстань до залізничної станції Радча — 6 км. В 1972 році у селі проживало 228 людей, було 86 дворів.
В часі нацистсько-радянської війни жителі села брали участь у партизанському русі, на фронтах воював 81 мешканець Довгого Лісу, бойовими нагородами відзначений 41.
У селі розташовувалася бригада колгоспу з центром в Народичах, у землекористуванні знаходилося 1499 га угідь, з них під лісом — 760, орних земель — 360 га. У 8-річній школі навчалося 84 учні, працювало 10 вчителів. Існував клуб, бібліотека з більш як 11000 примірників, магазин, медичний пункт.
Було центром сільської ради, підпорядковувалися села Мотилі та Омельники. Виселено через радіоактивне забруднення внаслідок аварії на ЧАЕС. Населення в 1981 році — 160 осіб. Зняте з обліку 28 грудня 1990 року Житомирською обласною радою.